# 후지와라 가극단
후지와라 가극단(일본어: 藤原歌劇団)은 일본의 오페라 극단이다.
테너 가수인 후지와라 요시에가 설립하였다. 1934년에 후지와라가 도쿄에서 자코모 푸치니의 《라 보엠》을 공연한 것이 후지와라 가극단의 효시이다. 이때는 "도쿄 오페라 컴퍼니 공연"이라는 이름으로 시작하였다. 《라 보엠》 공연은 평론가들의 좋은 평가를 받았다.
이후 조르주 비제의 《카르멘》, 주세페 베르디의 《리골레토》, 푸치니의 《토스카》 등을 공연하였고, 후지와라는 주연과 연출을 겸하였다. 후지와라 가극단이라는 이름은 1939년의 《카르멘》 공연에서부터 사용하기 시작하였다.
초기부터 테너인 후지와라가 중심 역할을 하였기 때문에, 테너 중심의 이탈리아 오페라를 주로 공연하게 되었다.